# 1101 en santé et médecine
| Années de la santé et de la médecine : 1098 - 1099 - 1100 - 1101 - 1102 - 1103 - 1104    |
| Décennies de la santé et de la médecine : 1070 - 1080 - 1090 - 1100 - 1110 - 1120 - 1130 |

## Divers
- « Robert de Normandie passant d'Italie en France y apport[e] les préceptes de l'école de Salerne[1] ».
- Faricius (en) († 1117), abbé d'Abingdon, « qui concili[e] activement abbatiat et pratique de la médecine[2] » assiste avec Grimbald (fl. 1101-1130) la reine Mathilde lors de ses premières couches[3].
- Louis, dit « le Gros », héritier de France, est sauvé d'une grave maladie par un homme « venu de Barbarie » selon Orderic Vital, peut-être Zour, médecin et astrologue juif originaire d'Avignon[4].

## Fondations

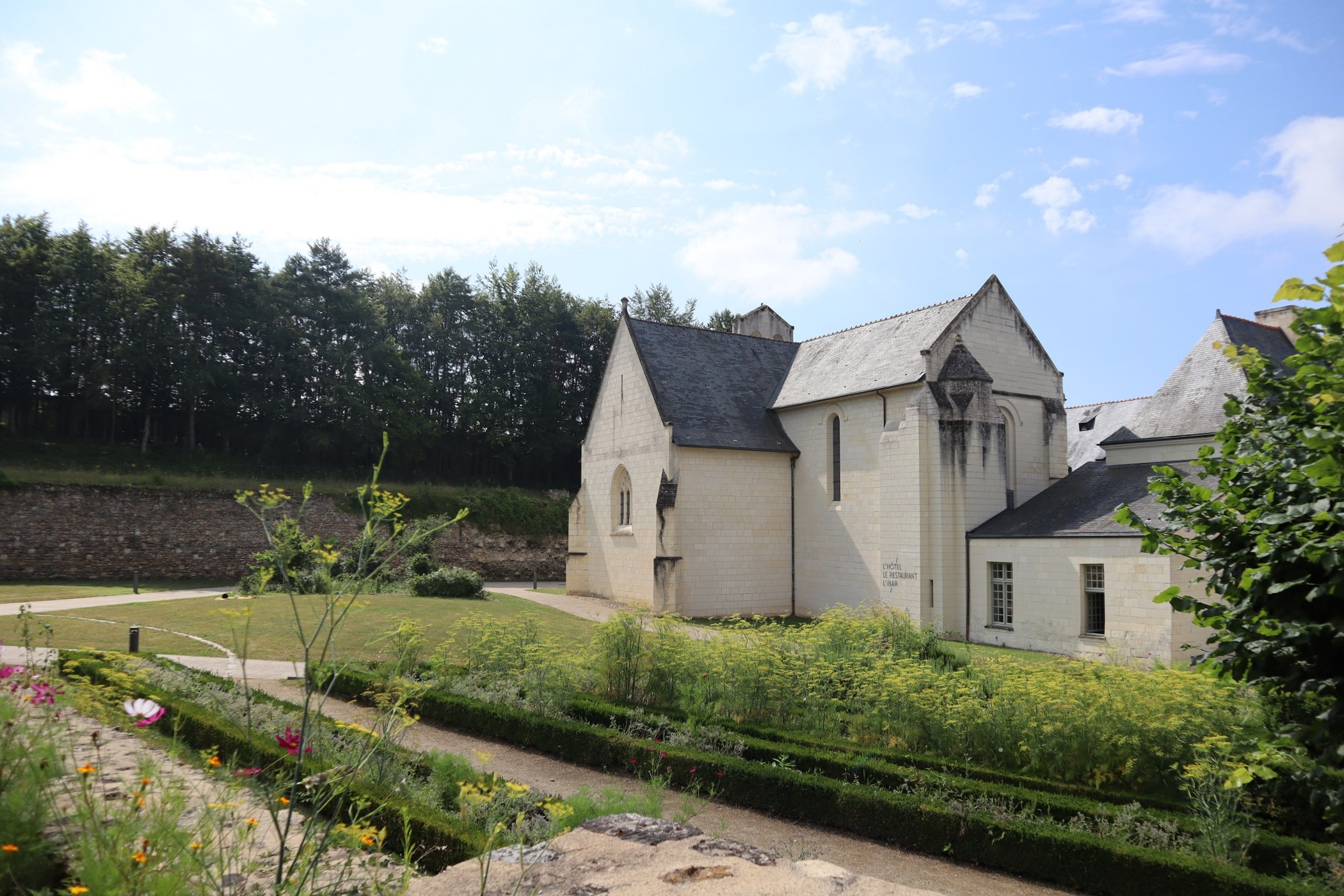
Fontevraud
Le prieuré Saint-Lazare

- Fondation, près de Londres, par la reine Mathilde, femme d'Henri Ier, d'une léproserie destinée à l'entretien de quarante malades et qui est à l'origine de l'hôpital St. Giles in the Fields (« Saint-Gilles des Champs[5],[6] »).
- Fondation de l'ordre de Fontevraud, en Anjou, qui, dès les premières années, accueillera des lépreux dans son prieuré Saint-Lazare[7] et des malades dans ses infirmeries Saint-Benoît[8].
- Vers 1101-1102 : Girard II, évêque d'Angoulême, crée près de Lunesse, sur l'actuelle commune de Soyaux, une maladrerie qui prendra le nom de Saint-Lazare et à l'emplacement de laquelle, en 1623, sera fondé l'hôpital Saint-Roch[9].

## Personnalités
- Fl. Geoffroi, médecin nantais, qui accompagne à Jérusalem Herbert de La Chaise et l'assiste dans ses derniers moments à Jaffa[3].
- 1101-1130 : fl. Grimbald, médecin d'Henri Ier, roi d'Angleterre, qui, avec Faricius (en), assiste la reine Mathilde à Winchester lors de ses premières couches[3],[10].
- 1101-1129 : fl. Gaucelin et Gilesbert, saigneurs, cités dans des chartes de l'abbaye Saint-Père de Chartres[3].

## Naissance
- Abu al-Bayan ibn al-Mudawwar (en) (mort en 1184), médecin karaïte du Caire au service de Saladin[11].

## Décès
- Gilbert Maminot (né à une date inconnue), médecin et chapelain de Guillaume le Conquérant, également au service de la reine Mathilde[3].
- Su Song (né en 1017), ingénieur, cartographe, pharmacologue, médecin, polygraphe chinois, auteur en 1061 ou 1062 d'une « matière médicale illustrée », le Tujing bencao[12],[13].
- 1101 ou 1102 : Abu'l Hasan Said ibn Hibatullah (né à une date inconnue), médecin, maître d'Abu'l Barakat Hibatullah ibn Malka, qui aura à son tour pour disciple Fakhr al-Din al-Razi[14].